# Ayşe Hümaşah Sultan
Ayşe Hümaşah Sultan (Estambul, c. 1541 - Estambul, c. 1594), también llamada Ayşe Hümaşah Hanım Sultan, fue la hija de la princesa  otomana, Mihrimah Sultan y su esposo, Rüstem Paşa, quien era el Gran Visir del Imperio Otomano. Ella fue la nieta de Solimán el magnífico.

## Vida
Ayşe nació en 1541, fue la primera hija nacida del matrimonio formado entre Rüstem Paşa y Mihrimah Sultan, y también la nieta de Solimán el Magnífico y la primera nieta de Hürrem Sultan.
Ella tenía un hermano menor. Al igual que su prima Hümaşah Sultan, según los informes, su abuelo las amaba y les daba todo lo que pedían, probablemente eran sus nietas favoritas. Alrededor de 1557, se casó con Semiz Ahmed Pasha, futuro gran visir del imperio, y con él tuvo al menos ocho hijos. También fue la abuela de Semiz Mehmed Pasha.
Ayşe Hümaşah era políticamente activa, era esposa del gran visir e hija de una de las princesas más poderosas, gracias a esto su poder aumentó bastante dentro de la corte y también por fuera del imperio. También fue la única que sobrevivió a la muerte de su madre, y no solo heredó la vasta riqueza de su madre (incluidos 5 palacios) sino también sus fundaciones caritativas, que luego se transmitieron a sus hijos, según la voluntad de Mihrimah. Estuvo cerca de Safiye Sultan durante el reinado de su primo, Murad III.
Semiz Ahmed Pasha murió de causas naturales en 1580. Dos años después, el 6 de abril de 1582, Ayşe se casó con Ahmed Feridun Pasha dentro del palacio de Pargalı İbrahim Paşa, pero el matrimonio duró solo 11 meses porque el pasha murió el 16 de marzo de 1583.
Ayşe Hümaşah también se casó con Aziz Mahmud Hüdayi Efendi. Se casaron posiblemente en 1586. Aziz Mahmud era un famoso teólogo musulmán medieval y maestro sufí, descendiente del profeta Mahoma. Además, Aziz Mahmud Hüdayi Efendi también fue jeque y consejero de sultanes posteriores, Ahmed I, Osman II y Murad IV.

## Muerte
Ayşe Hümaşah, peregrinó con su hijo en 1594. Murió en su palacio en Üsküdar poco después de su regreso. Fue enterrada en el complejo Şeyh 'Azîz Mahmûd Hüdâyî Efendi, en Üsküdar, cerca de la mezquita de su madre, Mihrimah Sultan.

## Descendencia
Hijos
- Sultanzade Mahmud Pasha (¿? - 1602), fue enterrado en la Mezquita Mihrimah Sultan. Fue sanjak-bey de Kastamonu y Nakhchivan;
- Sultanzade Mehmed Bey (¿? - 1593), enterrado en la Mezquita Mihrimah Sultan. Fue Sanjak-bey de Herzegovina. Durante la guerra contra los austríacos, en la Batalla de Sisak (1593), se ahogó en el río Kupa y fue martirizado;
- Sultanzade Mustafa Pasha (¿? - 1593), enterrado en la Mezquita Mihrimah Sultan. Fue sanjak-bey de Klis. En la guerra con los austriacos, conocida como Kulpa Bozgin, se ahogó en el río Kulpa y se convirtió en mártir;
- Sultanzade Osman Bey (¿? - 1590), enterrado en la Mezquita Mihrimah Sultan. Fue sanjak-bey de Karahisar. Fue el padre de Mehmed Pasha;

Hijas
- Saliha Hanım Sultan (1561 - 1580), enterrada en la Mezquita Mihrimah Sultan. Se casó en 1576 con Cığalazade Yusuf Sinan Pasha; Ella tenía una hija y un hijo, Sultanzade Mahmud quien en 1612 se casó con Hatice Sultan, hija de Mehmed III;
- Safiye Hanım Sultan (1564 - 1624), enterrada en la Mezquita Mihrimah Sultan. Se casó con Cığalazade Yusuf Sinan Pasha en 1580, después de la muerte de su hermana. Ella tenía dos hijos. Su nombre es desconocido.
- Hatice Hanim Sultan (¿? - 1600), se casó con Kapıcıbaşı Mahmud Bey en diciembre de 1584.
- Fatma Hanim Sultan (¿? - después de 1600), se casó con Yemenli Hasan Pasha en marzo de 1596.

## En la cultura popular
En la serie de televisión turca Muhteşem Yüzyıl, Kayra Zabci interpretó a una adolescente Ayşe Hümaşah.